# Wiltonský koberec

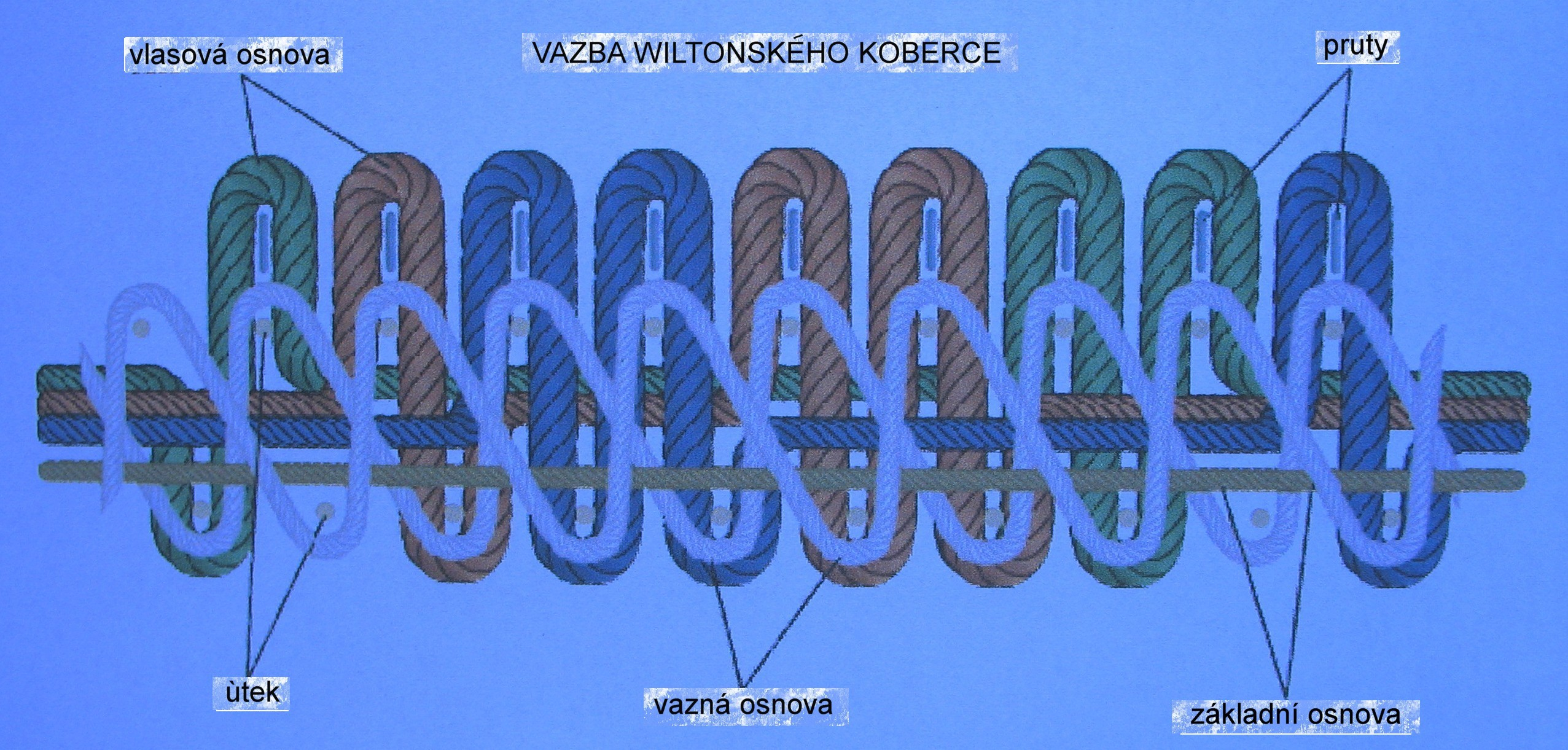
Schéma vazby tříbarevného wiltonského koberce

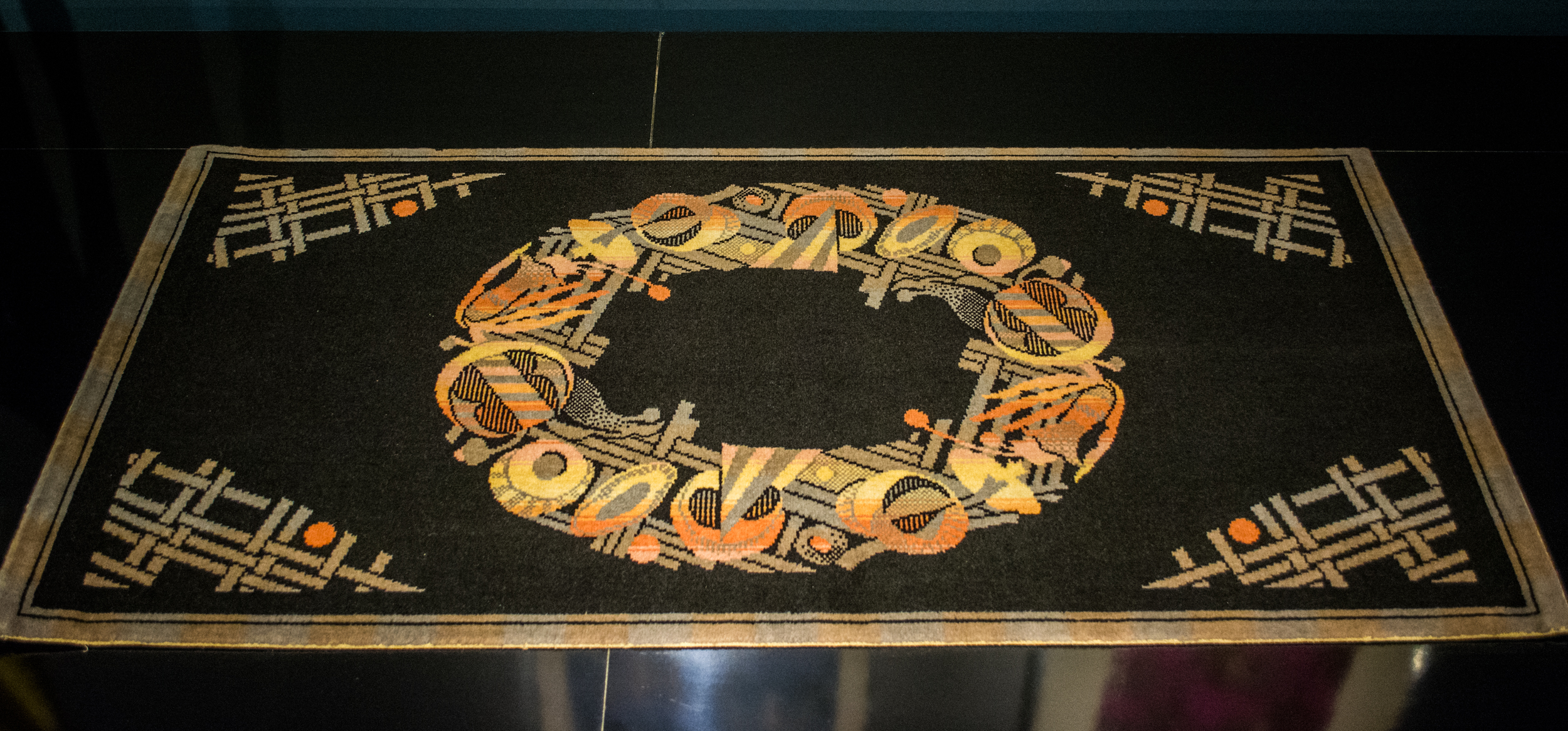
Vlněný wiltonský koberec asi z roku 1928

Wiltonský koberec je osnovní plyš tkaný prutovou technikou. 
Označení pochází od jména městečka Wilton v jihozápadní Anglii. V roce 1835 tam byla zahájena strojní výroba koberců, které měly konkurovat tzv. bruselské tkanině (s řezanými smyčkami vlasových nití z ručních stavů – vynález Francouze Dufossyho z roku 1749). 
Povrch wiltonského koberce může být s taženým (smyčky), řezaným vlasem nebo z kombinace obou technik. Vlasové niti jsou většinou z vlny, polyamidu nebo ze směsi obou materiálů.
Na moderních prutových strojích se útek zanáší pružnými jehlami, pohyb útkových prutů je ovládán excentry. Vzorování se provádí zpravidla s pomocí elektronického žakárového ústrojí, vlasové niti mohou být maximálně v 5 barvách. 
V 21. století se s wiltonskými koberci tkanými v různých zemích na mechanických prutových tkacích strojích vybavují většinou luxusní hotely.   
V obchodech se nabízejí s označením “wiltonský koberec” také (levnější) výrobky tkané jako dvojplyš. 